# إسرائيل في الألعاب الأولمبية الصيفية 2016
نافست إسرائيل في دورة الألعاب الأولمبية الصيفية 2016 في ريو دي جانيرو، البرازيل، من 05-21 أغسطس 2016. هذا كان الظهور السادس عشر للبلاد في دورة الألعاب الاولمبية الصيفية. أرسلت إسرائيل حوالي 47 لاعبا للمباريات، وكسر هذا الرقم القياسي السابق البالغ الذي كان 43 في عام 2008، وأيضا كان الرقم قياسي في عدد الرياضيين الذي يتنافسون في 17 رياضة مختلفة في 53 حدث مختلف. في الألعاب الأولمبية الصيفية 2016 لأول مره يكون عدد النساء المشاركين أكثر من عدد الرجال.